# Đại học Kỹ thuật Berlin
Đại học Kỹ thuật Berlin (tên chính thức cả tiếng Anh và tiếng Đức: Technische Universität Berlin, còn được gọi là TU Berlin và Viện Công nghệ Berlin) là một trường đại học nghiên cứu tại Berlin, Đức. Đây là trường đại học đầu tiên của Đức áp dụng tên "Technische Universität" (Đại học kỹ thuật). Danh sách cựu sinh viên và giáo sư đại học ở trường này bao gồm một số thành viên Viện Hàn lâm Quốc gia Hoa Kỳ, hai Huân chương Khoa học Quốc gia  và bảy người đoạt giải thưởng Nobel.
TU Berlin là thành viên của TU9, một xã hội hợp nhất của các viện công nghệ lớn nhất và đáng chú ý nhất của Đức và của Mạng lưới các nhà quản lý công nghiệp hàng đầu châu Âu, cho phép trao đổi sinh viên giữa các trường kỹ thuật hàng đầu. Nó thuộc về Hội nghị của các trường Châu Âu về Giáo dục và Nghiên cứu Kỹ thuật Tiên tiến. TU Berlin là ngôi nhà của hai trung tâm đổi mới được chỉ định bởi Viện Sáng tạo và Công nghệ Châu Âu. Trường đại học này được Bộ Kinh tế và Năng lượng Liên bang dán nhãn là "Đại học Doanh nhân" ("Die Gründerhochschule").
Trường đại học này đáng chú ý vì đã là người đầu tiên cung cấp bằng cấp về Kỹ thuật và Quản lý Công nghiệp (Wirtschaftsingenieurwesen). Trường đại học đã thiết kế bằng cấp để đáp ứng yêu cầu của các nhà công nghiệp cho sinh viên tốt nghiệp với đào tạo kỹ thuật và quản lý để điều hành một công ty. Lần đầu tiên được cung cấp vào mùa đông 1926/27, đây là một trong những chương trình lâu đời nhất của loại hình này. TU Berlin có một trong những tỷ lệ sinh viên quốc tế cao nhất ở Đức, gần 27% vào năm 2019. Ngoài ra, TU Berlin là một phần của Liên minh Đại học Berlin, đã được trao danh hiệu "Đại học Xuất sắc" và nhận được tài trợ từ Sáng kiến Xuất sắc Đại học Đức.